# Mansión de Vāne
La Mansión de Vāne (en letón: Vānes muižas pils; en alemán: Wahnen) es una casa señorial del siglo XIX en la parroquia de Vāne, municipio de Kandava en la histórica región de Zemgale, en Letonia.

## Historia
La finca de Vāne era una de las mayores propiedades en la región durante los tiempos baroniales, junto Aizupe. En el siglo XVI, el barón livonio Solomon Hening (1528-1589), secretario del Duque de Curlandia Gothard Kettler, pasó sus últimos días en la mansión de Vāne. La Mansión existente fue construida en la década de 1870 en estilo neogótico por el arquitecto T. Seiler,
La Mansión sufrió extensos daños por un incendio como resultado de la revolución rusa de 1905. Fue restaurada entre 1936 y 1940 con el propósito de establecer una escuela local. Actualmente aloja la escuela de primaria de Vāne.
Durante la ocupación alemana el edificio fue usado como hospital. En 1944 se incendió un extremo del edificio. Los alemanes reconstruyeron parte del edificio, pero el interior no fue restaurado. En 1945 los alemanes fueron expulsados y la escuela local retornó a sus instalaciones. La escuela fue completamente renovada en 1950.